# 福特赛车
福特公司在赛车运动方面的涉足亦十分活跃。

## 印第安纳波利斯 500
福特的賽車曾多次贏得印第安纳波利斯500。

## 拉力赛
福特汽车在拉力界头号比赛世界汽车拉力锦标赛（WRC）也已经活跃了多年，从1990年起使用多代福特福克斯WRC版的汽车取得了优秀的成绩。福特汽车参与汽车拉力赛已经有很长的历史，包括早先使用的福特RS200以及多个版本的福特都取得了骄人的战绩。

## 跑车
福特跑车常常都能在那些國際的耐久力的比賽中看到。尤其GT40在1960年代多次贏得「利曼24小時耐力賽」（法語：24 Heures Du Mans）而現在仍然是最大創紀錄的跑车之一。